# Amidà

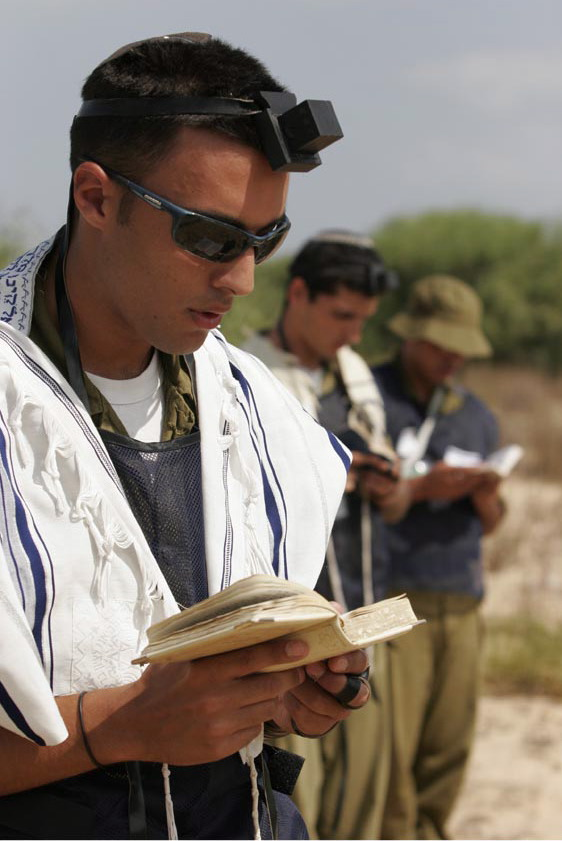
Jueus resant.

L'Amidà (en hebreu: תפילת העמידה, Tefilat ha-Amidà, "Oració dempeus"), també coneguda com a Shemoneh Esreh (en hebreu: שמונה עשרה, "Les divuit benediccions") és una oració jueva també coneguda com a benedicció modim, i es duu a terme de la següent manera:
Tant al principi de l'Amidà com a la seva conclusió, es comencen els passos amb la cama esquerra, al final es donen tres passos cap enrere, es gira una mica el tronc cap a l'esquerra, i lleument inclinat es recita: Oseh Shalom Bimromav; es gira una mica el tronc cap a la dreta, i lleument inclinat es recita: Hu Yaaseh Shalom Aleinu; redreça el seu tronc i mirant al capdavant recita: Ve al Kol Israel Ve Imrú Amén. Es donen tres passos cap al front, com el servent que es retira de la presència del seu amo.
Resant en solitari, en companyia o amb un Minyan, quatre són les ocasions en les quals s'inclina el cos cap endavant durant la Amidà:
- Al començament de la primera benedicció, Maguen Avot, quan es pronuncia Baruj Atà Adonai i quan es culmina amb Eloheinu ve Elohei Avoteinu.
- Al final de la primera benedicció, quan es pronuncia novament Baruch Atà Adonai i quan es culmina amb Maguen Abraham.
- En arribar a la benedicció Modim Anachnu Lach.
- En concloure aquesta mateixa benedicció, en pronunciar Baruch Atà Adonai i quan es culmina amb Ha-Tov Shimcha Uleja Nae Lehodot.

En les mateixes ocasions el oficiant que resa l'Amidà en veu alta s'inclina. En la repetició, en arribar a la benedicció modim, els membres de la congregació també acostumen a inclinar una mica els seus cossos, d'acord amb l'oficiant. Segons la Halacà normativa, si una persona es confon i no està molt segura de quan, i de com fer la reverència, és millor que no la faci.
Durant els dies no festius de la setmana, l'oració de l'Amidà es realitza tres vegades durant els serveis religiosos del matí, la tarda i la nit, aquests serveis s'anomenen respectivament: Shacharit, Mincha, i Arvit. Durant el Shabat i els dies festius, s'afegeix una quarta oració anomenada Musaf. En Yom Kippur (el Dia del Perdó), s'afegeix una cinquena oració anomenada Neilà.